# Euxesta scutellaris
Euxesta scutellaris är en tvåvingeart som beskrevs av Charles Howard Curran 1935.
Euxesta scutellaris ingår i släktet Euxesta och familjen fläckflugor. Artens utbredningsområde är Utah. Inga underarter finns listade i Catalogue of Life.